# Victoria Lepădatu
Victoria Lepădatu (Vorniceni, 12 de junio de 1971) es una deportista rumana que compitió en remo. Participó en los Juegos Olímpicos de Barcelona 1992, obteniendo una medalla de plata en la prueba de ocho con timonel.

## Palmarés internacional
| Juegos Olímpicos | Juegos Olímpicos   | Juegos Olímpicos | Juegos Olímpicos |
| Año              | Lugar              | Medalla          | Prueba           |
| ---------------- | ------------------ | ---------------- | ---------------- |
| 1992             | Barcelona (España) | Medalla de plata | Ocho con timonel |